# Muraiken Undō
 (janvier 2025).
 (janvier 2025).
Muraiken Undō (無癩県運動, Muraiken Undō), ou Pas de lépreux dans notre mouvement préfectoral, était un mouvement social et de santé publique japonais, soutenu financièrement par l'État, qui débuta entre les années 1929 et 1934. Son but était l'éradication systématique de la lèpre, ou mal de Hansen, une affection chronique, contagieuse et jadis incurable, causée par la bactérie Mycobacterium leprae, dans chacune des préfectures du Japon. Pour ce faire, le gouvernement mettait en œuvre des mesures strictes, incluant la prise en charge des individus atteints de la maladie dans des sanatoriums spécialement financés à cet effet.

## Origine
En 1927, le gouvernement japonais conçut le projet de dissolution des communautés lépreuses, autrement dit des colonies de lépreux. Les fonctionnaires chargés de la protection sociale dans la préfecture d'Aichi, Mamoru Uchida et Soichiro Shiotani, entreprirent une étude des conditions de vie au sein des communautés du temple Honmyoji, situé dans la préfecture de Kumamoto. Six malades désiraient intégrer le sanatorium de Kyushu, plus tard renommé sanatorium Kikuchi Keifuen. Cependant, leur demande fut rejetée par Matsuki Miyazaki, directeur du sanatorium en question. Uchida et Shiotani, dans leur quête d'une issue favorable pour ces patients, se rendirent auprès de Kensuke Mitsuda, responsable du sanatorium Nagashima Aiseien, qui les accueillit. C'est ainsi qu'ensemble, ces agents de protection sociale et Mitsuda engagèrent un mouvement qui, en 1931, se traduisit par une législation en bonne et due forme. La même année, l'impératrice Teimei fonda l'Association de prévention de la lèpre, dont Eiichi Shibusawa prit la présidence. Le 25 juin, à l'occasion de l'anniversaire de l'impératrice, débutait chaque année une semaine dédiée à la prévention de la lèpre. En 1952, au moment du décès de l'impératrice, le nom de cette association fut modifié pour devenir l'Association Tofu Kyokai.    

## Le mouvement
Le gouverneur de chaque préfecture s'employa à recueillir des subsides en vue de l'édification de sanatoriums destinés aux lépreux. Ce mouvement, accompagné de devises telles que « Faites oblation de demeures de 33 058 mètres carrés aux sanatoriums », se diffusa par divers canaux de communication, notamment les gazettes, la radiophonie, les annonces cinématographiques, ainsi que par l’entremise de corporations religieuses, d’écoles et d’autres groupements. À titre d’exemple, une école affiliée au Jōdo shinshū institua une société dénommée Otani Komyokai, ayant pour dessein de vulgariser cette initiative. Les malades furent internés de manière contrainte, souvent sans que leur assentiment fût recherché ni consenti.

## Réponse du public
L'intérêt manifesté par la population à l'égard du mouvement varia notablement selon les différentes préfectures et au gré des époques. Les habitants de la préfecture de Tottori se montrèrent les plus enclins à en favoriser la cause. Kiyotatsu Tatsuda, gouverneur de ladite préfecture, s'employa à quérir des subsides en faveur du mouvement, convia Mitsuda à discourir en maintes occasions sur cette entreprise, et fit édifier six logis dans le sanatorium d’Airakuen, afin d’y abriter les infortunés lépreux originaires de Tottori. Les préfectures de Fukuoka, de Yamaguchi, de Miyagi, de Toyama, d’Okayama, de Saitama, d’Aichi et de Mie prêtèrent également leur appui à cette initiative.

## Problèmes
L’hospitalisation contrainte a exacerbé l’opprobre pesant sur les individus atteints de lèpre, ainsi que sur leurs familles et leur voisinage immédiat. Il advint que certains malades fussent transférés hors des confins de leur propre localité, ce qui aggrava leur isolement et accrut l’éloignement d’avec leurs attaches familières. Les conditions de vie au sein des sanatoriums se révélaient fort précaires : les vivres se faisaient rares et la subsistance devenait problématique. En 1936, des soulèvements éclatèrent au sein de ces établissements, suscitant des tumultes et menant à l’évasion de quelques pensionnaires. Ces troubles illustrèrent non seulement l’exaspération des reclus face à leur détresse matérielle, mais aussi leur quête désespérée de liberté et de dignité.

## Masako Ogawa
Masako Ogawa fut une praticienne japonaise, associée au sanatorium Nagashima Aiseien, établissement renommé pour le traitement des personnes atteintes de lèpre. En  1938, elle rédigea un ouvrage intitulé Printemps dans une petite île, texte qui serait ultérieurement transmué en œuvre cinématographique. Dans cet opuscule, Ogawa narra avec acuité les péripéties qui jalonnèrent ses efforts pour persuader des individus, affligés de la lèpre dans des contrées éloignées et isolées, de se faire hospitaliser. Toutefois, son engagement ne fut point exempt de controverses. Certains contempteurs lui reprochèrent d’avoir, de manière non intentionnelle, hâté la propagation du mouvement désigné par l’expression Pas de lépreux dans notre préfecture. Ce dernier, teinté d’une volonté d’exclusion, aurait renforcé l’impression que la lèpre constituait une menace redoutable et inéluctable. Ce double visage de son œuvre, à la fois louée pour son utilité pratique et critiquée pour ses retombées sociales, fit d’Ogawa une figure complexe, souvent soumise à une exégèse nuancée et à des jugements contradictoires. Par l’entremise de son écriture, elle peignit non seulement les défis médicaux, mais aussi les peurs viscérales et les préjugés ancrés au sein des communautés rurales nippones.  

## Deuxième mouvement
Le 31 décembre 1947, le ministère de l'Intérieur du gouvernement nippon, chargé jusqu’alors de la lutte contre la lèpre, fut dissous. Après la fin du conflit mondial, le rôle des agents de protection sociale se trouva amoindri, leur action ayant engendré un opprobre notable. Désormais, le fardeau de cette lutte incomba aux préfectures. Les registres mentionnant les noms des lépreux, jadis transmis aux commissariats de police, furent dorénavant acheminés aux gouverneurs desdites préfectures. En novembre 1947, le ministère de la Protection sociale émit une déclaration sur le mouvement intitulé « Pas de lépreux dans notre préfecture ». Il y fut affirmé que l’éradication de la lèpre constituait un impératif pour l’édification d’un État culturel, cette tâche devant être accomplie avec diligence. L’hospitalisation des individus les plus contagieux fut jugée prioritaire. En 1949, le gouvernement recommanda l’instauration de cours de formation destinés aux médecins et techniciens, ainsi que l’examen médical systématique de l’ensemble des citoyens. Les autorités prônaient l’hospitalisation immédiate des personnes soupçonnées de contagion, même sur la base de simples rumeurs. En 1952, Matsuo Fujimoto, un malade lépreux hospitalisé à Kumamoto, fut traduit en justice, reconnu coupable et exécuté pour meurtre. Ce procès et son dénouement soulevèrent une controverse : certains contemporains arguèrent qu’il avait été traité de manière inique en raison de son état de santé. En 1955, les organismes publics impliqués dans la maîtrise de la lèpre comprenaient le ministère de la Protection sociale, les administrations préfectorales, les départements de santé publique et de médecine, la section chargée de la prophylaxie de la tuberculose, ainsi que les sanatoriums nationaux. Diverses institutions, telles que les écoles de médecine, les praticiens, les médias, les associations féminines, les établissements scolaires et les groupes religieux, participèrent à cet effort collectif. Parmi les figures médicales ayant donné des conférences en faveur de ce mouvement, on compta Kensuke Mitsuda, Fumio Hayashi, Isamu Tajiri et Mamoru Uchida.

## Statistiques
| Préfecture | Patients non hospitalisés à la fin de l'année 1954 | Augmentation durant 1955 | Baisse                | Patients non hospitalisés à la fin de l'année 1955 | Patients non hospitalisés à la fin de l'année 1940 |
| ---------- | -------------------------------------------------- | ------------------------ | --------------------- | -------------------------------------------------- | -------------------------------------------------- |
| Hokkaido   | 5                                                  | 7                        | 6                     | 6                                                  | 23                                                 |
| Aomori     | 31                                                 | 4                        | 8                     | 27                                                 | 220                                                |
| Iwate      | 42                                                 | 3                        | 12                    | 33                                                 | 66                                                 |
| Miyagi     | 18                                                 | 7                        | 6                     | 19                                                 | 7                                                  |
| Akita      | 43                                                 | 6                        | 5                     | 44                                                 | 119                                                |
| Yamagata   | 23                                                 | 5                        | 13                    | 15                                                 | 63                                                 |
| Fukushima  | 17                                                 | 7                        | 8                     | 16                                                 | 80                                                 |
| Ibaragi    | 4                                                  | 8                        | 11                    | 1                                                  | 53                                                 |
| Tochigi    | 14                                                 | 2                        | 14                    | 2                                                  | 63                                                 |
| Gunma      | 2                                                  | 7                        | 5                     | 4                                                  | 393                                                |
| Saitama    | 5                                                  | 9                        | 11                    | 2                                                  | 19                                                 |
| Chiba      | 15                                                 | 2                        | 12                    | 5                                                  | 14                                                 |
| Tokyo      | 9                                                  | 29                       | 29                    | 9                                                  | 112                                                |
| Kanagawa川 | 0                                                  | 11                       | 9                     | 2                                                  | 50                                                 |
| Niigata    | 16                                                 | 1                        | 5                     | 12                                                 | 53                                                 |
| Toyama     | 7                                                  | 4                        | 6                     | 5                                                  | 22                                                 |
| Ishikawa   | 14                                                 | 2                        | 4                     | 12                                                 | 41                                                 |
| Fukui      | 16                                                 | 9                        | 9                     | 16                                                 | 50                                                 |
| Yamanashi  | 3                                                  | 5                        | 6                     | 2                                                  | 39                                                 |
| Nagano     | 1                                                  | 2                        | 1                     | 2                                                  | 54                                                 |
| Gifu       | 27                                                 | 6                        | 6                     | 27                                                 | 161                                                |
| Shizuoka   | 7                                                  | 13                       | 15                    | 5                                                  | 120                                                |
| Aichi      | 87                                                 | 26                       | 49                    | 65                                                 | 356                                                |
| Mie        | 73                                                 | 25                       | 35                    | 63                                                 | 106                                                |
| Shiga      | 9                                                  | 8                        | 7                     | 10                                                 | 86                                                 |
| Kyoto      | 29                                                 | 14                       | 12                    | 31                                                 | 64                                                 |
| Osaka      | 78                                                 | 38                       | 33                    | 83                                                 | 337                                                |
| Hyogo      | 92                                                 | 27                       | 42                    | 77                                                 | 242                                                |
| Nara       | 8                                                  | 12                       | 12                    | 8                                                  | 67                                                 |
| Wakayama   | 13                                                 | 3                        | 7                     | 9                                                  | 91                                                 |
| Tottori    | 22                                                 | 2                        | 7                     | 17                                                 | 41                                                 |
| Shimane    | 18                                                 | 5                        | 6                     | 17                                                 | 96                                                 |
| Okayama    | 16                                                 | 5                        | 7                     | 14                                                 | 32                                                 |
| Hiroshima  | 26                                                 | 11                       | 9                     | 28                                                 | 58                                                 |
| Yamaguchi  | 12                                                 | 10                       | 12                    | 10                                                 | 10                                                 |
| Tokushima  | 30                                                 | 8                        | 8                     | 30                                                 | 77                                                 |
| Kagawa     | 15                                                 | 8                        | 10                    | 13                                                 | 121                                                |
| Ehime      | 13                                                 | 18                       | 17                    | 14                                                 | 84                                                 |
| Kochi      | 6                                                  | 23                       | 15                    | 14                                                 | 175                                                |
| Fukuoka    | 19                                                 | 23                       | 24                    | 18                                                 | 97                                                 |
| Saga       | 7                                                  | 8                        | 8                     | 7                                                  | 90                                                 |
| Nagasaki   | 62                                                 | 14                       | 38                    | 38                                                 | 172                                                |
| Kumamoto   | 121                                                | 26                       | 53                    | 94                                                 | 629                                                |
| Oita       | 46                                                 | 8                        | 14                    | 40                                                 | 114                                                |
| Miyazaki   | 50                                                 | 11                       | 22                    | 39                                                 | 278                                                |
| Kagoshima  | 195                                                | 18                       | 105                   | 108                                                | 567                                                |
| Okinawa    | Occupation américaine                              | Occupation américaine    | Occupation américaine | Occupation américaine                              | 761                                                |
| Total      | 1 366                                              | 500                      | 753                   | 1 113                                              | 6 573                                              |

## Excuses
Les excuses suivantes ont été présentées par la secte Ohtani du bouddhisme Jōdo Shinshu : 

« La loi japonaise de 1931 sur la prévention de la lèpre prévoyait la ségrégation des malades de la lèpre pour la sécurité des personnes saines. Plus tard, la nécessité de la ségrégation a été réfutée scientifiquement. Après plusieurs modifications de la loi, la loi sur la prévention de la lèpre a finalement été interdite grâce aux efforts déployés depuis longtemps par les conseils nationaux des patients atteints de la maladie de Hansen. En premier lieu, il convient de souligner que la loi visait à la ségrégation des malades de la lèpre, à l'effacement des malades de la lèpre de la société afin de créer une société sûre composée de personnes en bonne santé. Cette loi a créé un concept erroné selon lequel les personnes atteintes de la lèpre étaient des personnes dangereuses nécessitant une ségrégation et justifiant la ségrégation. En 1931, notre section d'Otani a créé une Ohtani Komyokai afin de faire avancer le mouvement contre la lèpre dans notre préfecture, en accord avec Kensuke Mitsuda, sans écouter l'avis de Noboru Ogasawara. Nous n'avons pas pu reconnaître l'importance de la politique de ségrégation de la lèpre, qui constitue un outrage aux droits de l'homme. Nous avons réconforté les patients par des sermons, mais ceux-ci ne pouvaient que les persuader d'accepter la situation actuelle, à savoir la ségrégation. Aujourd'hui, nous devons accepter les critiques et nous repentir de nos péchés. Nous présentons nos excuses aux patients atteints de la lèpre et à leurs familles qui ont enduré les souffrances de la ségrégation pour avoir commis notre échec. »

En 2001, lorsque la loi relative à la prévention de la lèpre fut déclarée contraire à la Constitution, le Premier ministre, le ministre chargé de la Protection sociale ainsi que la Diète nationale formulèrent des déclarations d’excuses à l’endroit des personnes atteintes de lèpre et de leurs familles. En outre, plusieurs gouverneurs de préfecture présentèrent leurs excuses lors de visites dans les sanatoriums publics.

## Compensation
En 2001, une loi a été adoptée concernant l'indemnisation des patients hospitalisés entre 1960 et 1998. L’indemnisation variait entre 8 000 000 et 14 000 000 de yens par personne.